# NGC 7590
NGC 7590 (również PGC 71031) – galaktyka spiralna (Sbc), znajdująca się w gwiazdozbiorze Żurawia. Odkrył ją James Dunlop 14 lipca 1826 roku. Należy do galaktyk Seyferta typu 2.